# 悲しみだけが夢をみる
悲しみだけが夢をみる（かなしみだけがゆめをみる）は、1988年6月6日から7月1日までNHK銀河テレビ小説で放送されたテレビドラマ作品。平日22:20 - 22:40に放送、全20回。兵庫県宝塚市を舞台とし、ほぼ全編がロケーション撮影となっている。

## ストーリー
伸子と知美はおさななじみで、ともに宝塚音楽学校を受験する。伸子は合格するが知美は落ちてしまう。知美の母輝子は、元宝塚スターで、今では老舗旅館のおかみである。
失意に陥った知美は家出し、東京でストリッパーとして働いていたが、立板の桜木由克に連れ戻される。ところが、東京で知美に一目ぼれしていた池上弘が、知美を追って宝塚へやってくる。知美は由克を好きになり始めているが、由克は実は脱獄犯であった。しかも、伸子の兄・哲夫は由克が脱獄した長崎県警に勤務しており、知美に結婚を申しこむため、宝塚に戻ってきてしまう。

## キャスト
- 角谷知美 - 富田靖子
- 中村伸子 - 有森也実
- 角谷輝子 - 淡島千景
- 池上弘 - 髙嶋政宏
- 桜木由克（佐藤龍次） - 柴俊夫
- 中村康太郎 - 田村高廣
- 中村哲夫 - 矢島健一
- 刑事 - 國村隼
- 八重 - 大路三千緒
- 弥生 - 但馬久美
- 秀佳 - 松谷令子
- 久美子 - 海原しおり
- 礼子 - 宮田圭子
- 松吉 - 阿木五郎
- 花奴 - 飛鳥左近
- ポン太 - 中村津也子

## スタッフ
- 脚本 - 市川森一
- 音楽 - 田村洋
- ダンス振付 - 朱里みさを
- 声楽指導 - 寺田瀧雄
- 演出 - 広瀬満、小林信一
- 主題歌「夢の町へ」作詞 - 市川森一、作曲 - 田村洋、編曲 - 山中紀昌、歌 - 富田靖子
- 製作 - NHK大阪放送局

## 備考
- オープニングは宝塚市を上空から撮影した映像が流れる。
- 淡島千景のタカラジェンヌ時代の写真は実物を使用した。
- 当ドラマで有森也実はバレエ歴22年の実績を披露した。なお、当時は無名だった國村隼が端役で出演している。
- この撮影直後、宝塚駅と同駅前の宝来橋が改築されており、かつての姿をしのぶよすがとなる。